# Диотелитизам
Диотелитизам или диотелитство (грчки: δυοθελητισμός, од δυο (dyo), што значи "два" и θέλημα (thelyma), што значи "воља") је православно христолошко учење према којем у Христу, који има две природе, божанску и човечанску, постоје и две воље, божанска и човечанска, тако да свака од Христових природа има и сопствену вољу, као своје природно својство. Диотелитизму је супротан монотелитизам, који је осуђен на Шестом васељенском сабору у Цариграду (680—681).
Ради сузбијања монотелитизма, Православна црква је на овом сабору прецизно формулисала правоверно диотелитско учење о две Христове воље или хтења, као и учење о две Христове енергије или дејства (диоенергизам): „И две природне воље или хтења у Њему и два природна дејства нераздељиво, неизменљиво, неодвојиво, несливено исто тако исповедамо према учењу Светих Отаца. И две природне воље не супротстављене, како су говорили безбожни јеретици, него Његова човечанска воља следује, не противи се или супротставља се, већ штавише следује или боље рећи потчињава се Његовој божанској и свемогућој вољи..."